# Venus Fly Trapp
VENUS FLY TRAPP（ヴィーナス・フライ・トラップ）は、日本の音楽家、DJ、サウンド・クリエイター。作家の川村由紀による音楽プロジェクト。

## 略歴
1990年代後期、トランスのイベントで音楽プロデューサーとして活動後、2001年に音楽家としてCDデビュー。アンビエント、テクノ、ハウス的な要素をミックスさせた独特の作風が、ヨーロッパ圏にて高い評価を得る。その後はDJとして、メキシコ、パリ、イタリア、ニューヨーク、マイアミ、ロサンゼルス、中国、香港、イビサ島、ロンドンなど世界各国のフェスティバルやイベントに参加し、実力派サウンド・クリエイターとして継続的に作品を発表中。
2003年にはメキシコの独立記念塔広場にて約10万人を集めて開催された「Love Parade Mexico」に、初の東洋人アーティストとして公式に招かれ、艶やかなパフォーマンスを披露した。
音楽活動に限らず、ファッションやアート関係とのコラボレーションも多く、TOYOTA Music Player bB、イビサ島がテーマのTシャツ制作、DRESS CAMPの東京コレクションの音楽演出、GyaOの映像ブログ、ルイ・ヴィトンでのDJなど多岐に渡る。
2008年はVENUS FLY TRAPP名義では約6年ぶりのリリースであり、自身初となるミックスCDを、3ヶ月連続計6枚の発売を予定。ブックレットには川村由紀の書き下ろし短編小説「愛が眠る島」が連載形式で掲載される。

## ディスコグラフィー

### シングル
- 灼熱（2001年）
- Shakunetsu（2002年）
- Love Hole（2002年）

### アルバム
- grotesque（2002年）
- Egology（2003年）ミニアルバム
- Bootleg（2003年）リミックスアルバム
- Paranoia of Uta and Piano（2003年）ミニアルバム
- NEW WAVE TOKYO（2006年）配信限定アルバム

### ミックス・アルバム
- inner Resort Homme -Departure- Mixed by VENUS FLY TRAPP（2008年4月）
- inner Resort Femme -Departure- Mixed by VENUS FLY TRAPP（2008年4月）
- inner Resort Homme -Romance- Mixed by VENUS FLY TRAPP（2008年5月）
- inner Resort Femme -Romance- Mixed by VENUS FLY TRAPP（2008年5月）
- inner Resort Homme -Farewell- Mixed by VENUS FLY TRAPP（2008年6月）
- inner Resort Femme -Ferewell- Mixed by VENUS FLY TRAPP（2008年6月）

### 参加作品
- 「Angel」Dj Koutarou.A & Johnny Vicious（2001年）作詞/ヴォーカル
- 「祈り」 V.A. entrance to TRANCE-BRAND -NEW TRANCE RAVE in JAPAN-（2001年）作詞/ヴォーカル
- 「かなしみ」 V.A. Shuji Terayama Innovation 寺山修司 トリビュート （2003年）作曲
- 「YOUNG MAN (VENUS FLY TRAPP HB MIX)」レイザーラモンHG（2006年）リミックス
- 「灼熱」 V.A. Hiroki-mode Music Mode Volume.01 ebisu（2006年）楽曲提供
- 「ロンリー・クイアのKISS抑止」 七尾旅人 911FANTASIA（2007年）ナレーション/トラック提供
- 「Yozakura Harahara」 V.A. Wadan（2008年）楽曲提供